# The End of All Things to Come
The End of All Things to Come (с англ. — «Конец всему грядущему») — второй студийный альбом американской ню-метал группы Mudvayne. В 2003 году альбом стал «золотым» по версии RIAA с более чем 500 000 проданных копий.

## Производство и запись
Альбом был записан в студии Pachyderm Studios в Миннесоте в 2002 году с продюсером Дэвидом Боттрилом, который ранее сотрудничал с Tool и Silverchair. В отличие от предыдущей пластинки L.D. 50, на запись нового альбома было выделено значительно меньше времени. Барабанщик Мэтт Макдоноу заявил: «У нас было много времени, чтобы написать наш первый альбом, но для второго у нас было около месяца. Я удивлён тем, как быстро мы придумали материал».

Вокалист Чед Грей сказал: 
«Создание The End of All Things to Come было упражнением в управлении крайним сроком для группы. Мы не хотели проводить больше двух лет между альбомами, и так как мы были в пути такое долгое время, которое действительно не оставило нам много времени для создания этой записи. Мы писали и репетировали в течение четырёх месяцев, а затем потратили ещё четыре месяца, чтобы записать и освоить весь альбом. Давление заставило нас сосредоточиться».
 Обложка альбома была намеренно выдержана в чёрных тонах.

## Музыкальный стиль
В MTV отметили, что «The End of All Things to Come написан под влиянием сразу нескольких стилей, включая дэт-метал, прогрессив-рок, джаз-метал и классический рок, наполненный гармонией». На сайте AllMusic звучание сравнили с трэш-металом в исполнении Metallica. MTV же сравнили стиль альбома с такими группами, как King's X, Pantera и Tool, отмечая наличие нескольких музыкальных «слоёв» и влияние прог-рока.
Песня «Trapped in the Wake of a Dream» была написана в сложных размерах 17/8 и 11/8, а бридж сочетал оба этих размера. Макдоноу сказал: «Если бы я не указал, какая песня была написана в 17/8, я не думаю, что большинство людей заметили бы. Это странный размер, но он работает, потому что он плавный», а Грей добавил, что это была «самая трудная песня на альбоме для записи».

## Прием
| Оценки критиков      | Оценки критиков |
| Источник             | Оценка          |
| -------------------- | --------------- |
| Allmusic             | [ 3 ]           |
| Blender              | [ 11 ]          |
| Entertainment Weekly | B−              |
| Rolling Stone        | [ 13 ]          |
| Spin                 | 3/10            |
| Metacritic           | 48/100          |

На сайте Entertainment Weekly положительно приняли альбом и посчитали, что он более «удобен для пользователя», чем L.D. 50. На музыкальном канале MTV альбом сравнили с творчеством Pantera, Voivod, Tool и King's X.
Смешанные рецензии пришли из Allmusic, где отметили, что "музыканты до сих пор исполняют стандартный для «Металлики» трэш и хэви-метал ". В Spin появился негативный отзыв, в котором просто говорилось «Нет».

## Список композиций
Слова и музыка всех песен — Mudvayne.
| №                   | Название                                                     | Длительность |
| ------------------- | ------------------------------------------------------------ | ------------ |
| 1.                  | «Silenced» (Приглушенный)                                    | 3:01         |
| 2.                  | «Trapped in the Wake of a Dream» (Пойманный в Ловушку Мечты) | 4:41         |
| 3.                  | «Not Falling» (Не Падающий)                                  | 4:04         |
| 4.                  | «(Per)version of a Truth» ((Извращенная) Версия Правды)      | 4:41         |
| 5.                  | «Mercy, Severity» (Милосердие, Жестокость)                   | 4:55         |
| 6.                  | «World So Cold» (Мир Так Холоден)                            | 5:40         |
| 7.                  | «The Patient Mental» (Пациент Психушки)                      | 4:38         |
| 8.                  | «Skrying» (Вглядываясь)                                      | 5:39         |
| 9.                  | «Solve et Coagula» (Растворяй И Сгущай)                      | 2:49         |
| 10.                 | «Shadow of a Man» (Тень Человеческая)                        | 3:55         |
| 11.                 | «12:97:24:99»                                                | 0:11         |
| 12.                 | «The End of All Things to Come» (Конец Всему Грядущему)      | 3:01         |
| 13.                 | «A Key to Nothing» (Ключ К Ничему)                           | 5:07         |
| Общая длительность: | Общая длительность:                                          | 52:22        |

| №                   | Название            | Длительность |
| ------------------- | ------------------- | ------------ |
| 14.                 | «On the Move»       | 3:54         |
| 15.                 | «Goodbye»           | 6:12         |
| Общая длительность: | Общая длительность: | 1:02:28      |

## Участники записи
Из Allmusic
Mudvayne
- Чед Грей — ведущий вокал
- Грег Триббетт — гитара, бэк-вокал
- Райан Мартини — бас
- Мэтью Макдоноу — барабаны

Производство
- Дэвид Боттрилл — продюсер
- Эми Маколей — художественное направление
- Нитин Вадукуль — фотография

## Чарты
Альбом
| Чарт (2002)              | Номер позиции |
| ------------------------ | ------------- |
| Australian Albums Charts | 44            |
| French Albums Charts     | 125           |
| UK Albums Chart          | 107           |
| The Billboard 200        | 17            |

Синглы
| Год  | Песня           | US Alt. | US Main. |
| ---- | --------------- | ------- | -------- |
| 2002 | «Not Falling»   | 11      | 28       |
| 2003 | «World So Cold» | —       | 16       |